# 1000-km-Rennen von Okayama 2009

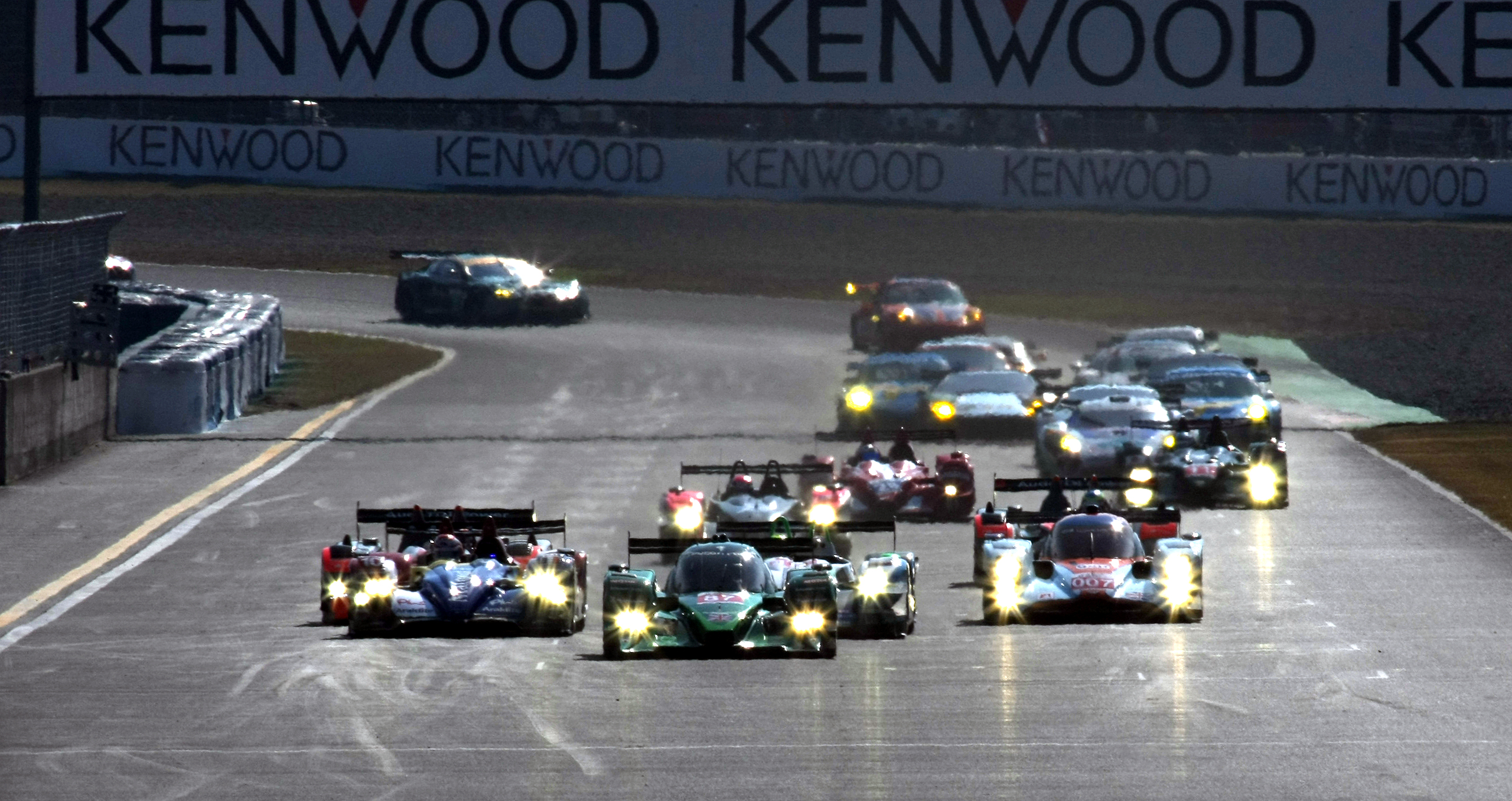
Beginn der Asian Le Mans Series. Start in den ersten Wertungslauf des 1000-km-Rennens von Okayama

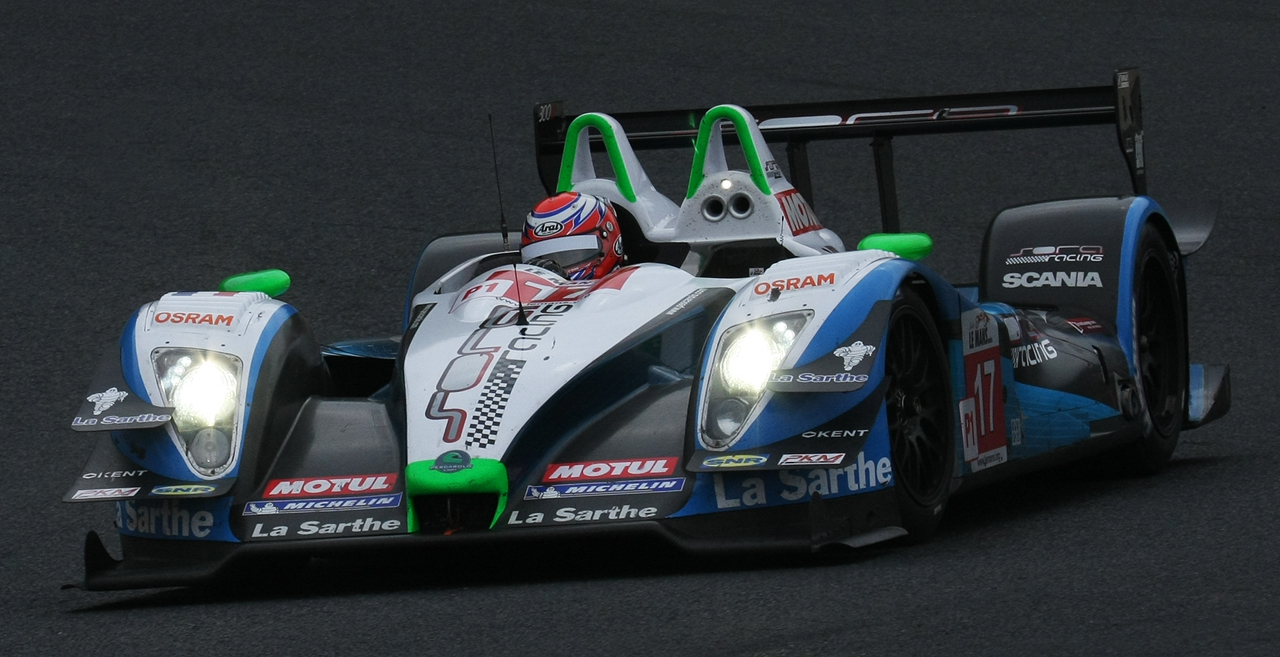
Shinji Nakano im siegreichen Pescarolo 01 während des zweiten Laufs

Das 1000-km-Rennen von Okayama 2009, auch Asian Le Mans Series, Okayama Circuit, fand am 1. November auf dem Okayama International Circuit statt und war der erste Wertungslauf in der Geschichte der Asian Le Mans Series.

## Das Rennen
Ursprünglich sollte die neu geschaffene Asian Le Mans Series 2009 mit einem Rennen auf dem Shanghai International Circuit starten. Die Veranstaltung wurde jedoch kurzfristig abgesagt, wodurch das Langstreckenrennen in Okayama den Start dieser Meisterschaft bedeutete. Da für die Serie 2009 nur zwei Rennen ausgeschrieben waren, bestand die gesamte Meisterschaft aus einem einzigen Rennen. Die jeweiligen Sieger (Gesamt- und Klassenwertung) in Okayama waren auch die Meisterschaftsgewinner.
Ausgefahren wurde die 1000-km-Distanz in zwei Wertungsläufen à 500 Kilometer. Der erste Lauf endete mit dem Erfolg von Christophe Tinseau und Shinji Nakano, die einen Pescarolo 01 für das Team von Henri Pescarolo fuhren. Den zweiten Wertungsteil sicherten sich Harold Primat und Stefan Mücke im Lola Aston Martin DBR1. Das Aston-Martin-Duo hatte im ersten Teil als Dritte jedoch zwei Runden verloren und musste sich in der Gesamtwertung mit diesem Rang zufriedengeben. Gesamtzweite wurden Nicolas Lapierre und Loïc Duval im Oreca 01.
Das siegreiche Pescarolo-Team hatte neben einem zweiten 01 einen weiteren Wagen gemeldet, einen Peugeot 908 HDi FAP. Der Wagen wurde jedoch beim Unfall von Benoît Tréluyer beim 24-Stunden-Rennen von Le Mans so schwer beschädigt, dass er nicht wieder aufgebaut werden konnte.

## Ergebnisse

### Schlussklassement
| 1           | LMP1 | 17  | Sora Racing                 | Christophe Tinseau Shinji Nakano                | Pescarolo 01                | 254 |
| 2           | LMP1 | 10  | Team Oreca Matmut Aim       | Nicolas Lapierre Loïc Duval                     | Oreca 01                    | 254 |
| 3           | LMP1 | 007 | Aston Martin Racing         | Harold Primat Stefan Mücke                      | Lola Aston Martin DBR1      | 252 |
| 4           | LMP1 | 15  | Kolles                      | Christian Bakkerud Oliver Jarvis                | Audi R10 TDI                | 251 |
| 5           | LMP1 | 87  | Drayson Racing              | Paul Drayson Jonathan Cocker                    | Lola B09/60                 | 248 |
| 6           | LMP1 | 14  | Kolles                      | Christijan Albers Matteo Cressoni Hideki Noda   | Audi R10 TDI                | 247 |
| 7           | LMP2 | 24  | Oak Racing                  | Jacques Nicolet Richard Hein Matthieu Lahaye    | Pescarolo 01 Evo            | 234 |
| 8           | GT1  | 61  | Hitotsuyama Team Nova       | Akihiro Tsuzuki Takeshi Tsuchiya                | Aston Martin DBR9           | 228 |
| 9           | GT1  | 69  | JLOC                        | Atsushi Yogō Hiroyuki Iiri                      | Lamborghini Murcielago R-G1 | 227 |
| 10          | GT2  | 89  | Hankook Team Farnbacher     | Dominik Farnbacher Allan Simonsen               | Ferrari F430 GTC            | 227 |
| 11          | GT2  | 88  | Team Felbermayr-Proton      | Christian Ried Marco Holzer                     | Porsche 997 GT3 RSR         | 225 |
| 12          | GT2  | 71  | Team Daishin                | Takayuki Aoki Tomonobu Fujii                    | Ferrari F430                | 224 |
| 13          | GT2  | 92  | Rahal Letterman Racing Team | Dirk Müller Tommy Milner                        | BMW E92 M3                  | 223 |
| 14          | GT2  | 98  | Hankook - KTR               | Mitsuhiro Kinoshita Masami Kageyama             | Porsche 997 GT3 RSR         | 221 |
| 15          | GT2  | 40  | Robertson Racing            | David Robertson Andrea Robertson David Murry    | Ford GT-R Mk.7              | 213 |
| 16          | LMP2 | 28  | José Ibanez                 | José Ibanez Damien Toulemonde Frédéric Da Rocha | Courage LC75                | 208 |
| 17          | GT2  | 91  | Team Hong Kong Racing       | Jeffrey Lee Philip Ma Tomáš Enge                | Aston Martin V8 Vantage GT2 | 200 |
| Ausgefallen |      |     |                             |                                                 |                             |     |
| 18          | GT1  | 50  | Larbre Compétition          | Roland Bervillé Stéphane Lémeret Carlo van Dam  | Saleen S7-R                 | 195 |
| 19          | GT2  | 85  | Jim Gainer Racing           | Tetsuya Tanaka Katsuyuki Hiranaka               | Ferrari F430 GT             | 174 |
| 20          | GT1  | 68  | JLOC                        | Kōji Yamanishi Yuya Sakamoto                    | Lamborghini Murcielago R-G1 | 150 |
| 21          | GT2  | 77  | Team Felbermayr-Proton      | Marc Lieb Wolf Henzler                          | Porsche 997 GT3 RSR         | 126 |
| 22          | LMP1 | 11  | Tokai Univercity Ygk Power  | Shigekazu Wakisaka Shogo Mitsuyama              | Courage-Oreca LC70          | 115 |
| 23          | GT2  | 81  | Scuderia Forme              | Tadakazu Kojima Kazutomo Hori Masao Kimura      | Porsche 996 GT3-RSR         | 73  |

### Nur in der Meldeliste
Hier finden sich Teams, Fahrer und Fahrzeuge, die ursprünglich für das Rennen gemeldet waren, aber aus den unterschiedlichsten Gründen daran nicht teilnahmen.
| Pos. | Klasse | Nr. | Team                     | Fahrer | Chassis                     |
| ---- | ------ | --- | ------------------------ | ------ | --------------------------- |
| 24   | GT2    |     | Drayson Racing           |        | Aston Martin V8 Vantage GT2 |
| 25   | FLM    |     |                          |        | Formula Le Mans 09          |
| 26   | GT2    |     | China Race FYI           |        | Porsche 997 GT3 RSR         |
| 27   | GT2    |     | China Race FYI           |        | Porsche 997 GT3 RSR         |
| 28   | GT2    |     | Endurance Asia Team      |        | Porsche 997 GT3 RSR         |
| 29   | GT2    |     | AF Corse                 |        | Ferrari F430 GTC            |
| 30   | LMP1   |     | Speedy Racing Team Sebah |        | Lola B08/60                 |
| 31   | LMP1   |     | Team Oreca Matmut Aim    |        | Oreca 01                    |
| 32   | LMP2   |     | Navi Team Goh            |        | Porsche RS Spyder           |
| 33   | LMP1   |     | Sora Racing              |        | Pescarolo 01 Evo            |
| 34   | GT2    |     | IMSA Performance Matmut  |        | Porsche 997 GT3 RSR         |
| 35   | LMP1   |     | Sora Racing              |        | Peugeot 908 HDi FAP         |
| 36   | FLM    |     |                          |        | Formula Le Mans 09          |
| 37   | LMP2   |     | KSM                      |        | Lola B07/46                 |
| 38   | LMP2   |     | Speedy Racing Team Sebah |        | Lola B08/80                 |
| 39   | GT1    |     | Luc Alphand Aventures    |        | Chevrolet Corvette C6.R     |
| 40   | LMP1   |     | Signature Plus           |        | Courage-Oreca LC70          |

### Klassensieger
| Klasse | Fahrer             | Fahrer           | Fahrer          | Fahrzeug          | Platzierung im Gesamtklassement |
| ------ | ------------------ | ---------------- | --------------- | ----------------- | ------------------------------- |
| LMP1   | Christophe Tinseau | Shinji Nakano    |                 | Pescarolo 01 Evo  | Gesamtsieg                      |
| LMP2   | Jacques Nicolet    | Richard Hein     | Matthieu Lahaye | Pescarolo 01 Evo  | Rang 7                          |
| GT1    | Akihiro Tsuzuki    | Takeshi Tsuchiya |                 | Aston Martin DBR9 | Rang 8                          |
| GT2    | Dominik Farnbacher | Allan Simonsen   |                 | Ferrari F430 GTC  | Rang 10                         |

### Renndaten
- Gemeldet: 40
- Gestartet: 23
- Gewertet: 17
- Rennklassen: 4
- Zuschauer: unbekannt
- Wetter am Renntag: trocken und sonnig
- Streckenlänge: 3,703 km
- Fahrzeit des Siegerteams: 6:02:33,140 Stunden
- Gesamtrunden des Siegerteams: 254
- Gesamtdistanz des Siegerteams: 940,562 km
- Siegerschnitt: 157,570 km/h
- Pole Position: Jonathan Cocker – Lola B09/60 (#87) – 1:19,143 = 168,430 km/h
- Schnellste Rennrunde: Jonathan Cocker – Lola B09/60 (#87) – 1:20,561 = 165,475 km/h
- Rennserie: 1. Lauf der Asian Le Mans Series 2009